# Csokvaomány
Csokvaomány ist eine ungarische Gemeinde im Kreis Ózd im Komitat Borsod-Abaúj-Zemplén.

## Geschichte
Csokvaomány, das eigentlich aus den zwei Orten Csokva und Omány hervorging, wurde erstmals um 1221 urkundlich erwähnt. Im Jahre 1943 offiziell zusammengeschlossen, tatsächlich jedoch erst 1949 vereint. Die Siedler waren vermutlich Tschechen, es können aber auch Deutsche darunter gewesen sein. 
Bestimmte Indizien aus der Urkunde von 1221 deutet auf die Sitten und Bräuche tschechischen Siedler, auch die Bezeichnung Omány besitzt tschechische Wurzeln. Der slawische Name Pohorka ist im Gebiet von Csokva verbreitet, jedoch weist das Gebiet auf deutsche Bevölkerung hin. Zwischen die Siedler und der Magyaren kam es schon bald zu Vermählungen, die Berufe der ersten Jahrhunderte bestand lediglich von land- und forstwirtschaftlichen Tätigkeiten, dazu gehörte u. a. Nutzung der Böden, Viehhütung während des Grasens, Mähen der Wiesen und Waldrodungen.
Anfang des 14. Jahrhunderts wurde Csokva kirchlich von der Abtei aus Bélháromkút, später durch den Stift von Eger geführt. Omány wiederum weltlich von einem wohlhabenden Gutsherren und seiner Familie geleitet, sie besaß zeitweise sogar auch die Ortschaft Nekézseny. Die Familie benannte sich selbst nach dem Namen des Ortes Omány.
Mitte des 16. Jahrhunderts unternahmen Marodeure des osmanischen Beys aus der Stadt Fülek eine Brandschatzung auf Omány, dabei wurde das Dorf niedergebrannt. In den beiden Dörfern Csokva und Omány standen Ende des 16. Jahrhunderts nur noch wenige Dutzend Häuser.
Nach 1711 wuchs die Bevölkerung insgesamt rasant an, Die Volkszählung von 1787 ergab, Csokva besitzt 40 Häuser sowie 302 Einwohner und in Omány wurden 33 Häuser und 269 Personen gezählt. Die Kirche von Csokvaomány entstand 1735, die erste Schule um das Jahr 1806.
Einen wahrhaftigen Aufschwung zwischen 1945 und 1989 erlebte Csokvaomány durch den Bergbau, der in den umliegenden Gebieten getätigt wurde. Seit 1945 sprang auch die schulische Entwicklung an, in den 1980er Jahren wurde das neue Schulgebäude eingeweiht. Weitere Bereicherungen beispielsweise durch den Aufbau einer Arztpraxis folgten.
Nach der Wende um 1989 musste das Dorf allerdings herbe Rückschläge hinnehmen, der Bergwerk, die Metallurgie von Ózd und weitere Unternehmen, die Arbeitgeber des Dorfes gewesen sind, wurden geschlossen. Die Zukunft der eigentlich modern ausgestatteten Gemeinde ist schwierig; es wird nach Lösungen für einen langfristigen marktwirtschaftlichen Aufschwung gesucht. 

### Lage und Klima
Geografisch befindet sich Csokvaomány im Norden Ungarns, der Komitatssitz Miskolc ist 50 km östlich, Ózd 20 km nordwestlich zu finden.
Die landschaftliche Entstehung lässt sich auf die letzte Eiszeit zurückblicken, danach auf die schneebedeckte Tundragebiete, wodurch sich wellenförmige, hügelartige Böden bildeten. Eichen und Buchenwälder prägten bereits früher die Landschaft, Flora und Fauna waren und sind auch heute umfangreich vorhanden. Ausgrabungsfunde belegen die frühere Gegenwart durch urzeitliche Jäger in dem Gebiet des heutigen Dorfes. 
Für die Siedler bestand einst optimale Bodenbeschaffenheit und Wetter, besonders die Wetterbedingungen sind auch heute noch für die Forstwirtschaft von Vorteil.
Nachbargemeinden sind Nekézseny, Sáta und Lénárddaróc.

## Sehenswürdigkeiten
- Römisch-katholische Kirche Nagyboldogasszony, erbaut 1806 (Barock)
- Szent Borbála Standbild (Szent Borbála szobor)

## Verkehr
Csokvaomány ist nur über die Nebenstraße Nr. 25119 zu erreichen. Zwei Kilometer nordöstlich verläuft die Bahnstrecke von Putnok nach Eger, auf der jedoch keine Personenbeförderung mehr stattfindet.

## Bilder

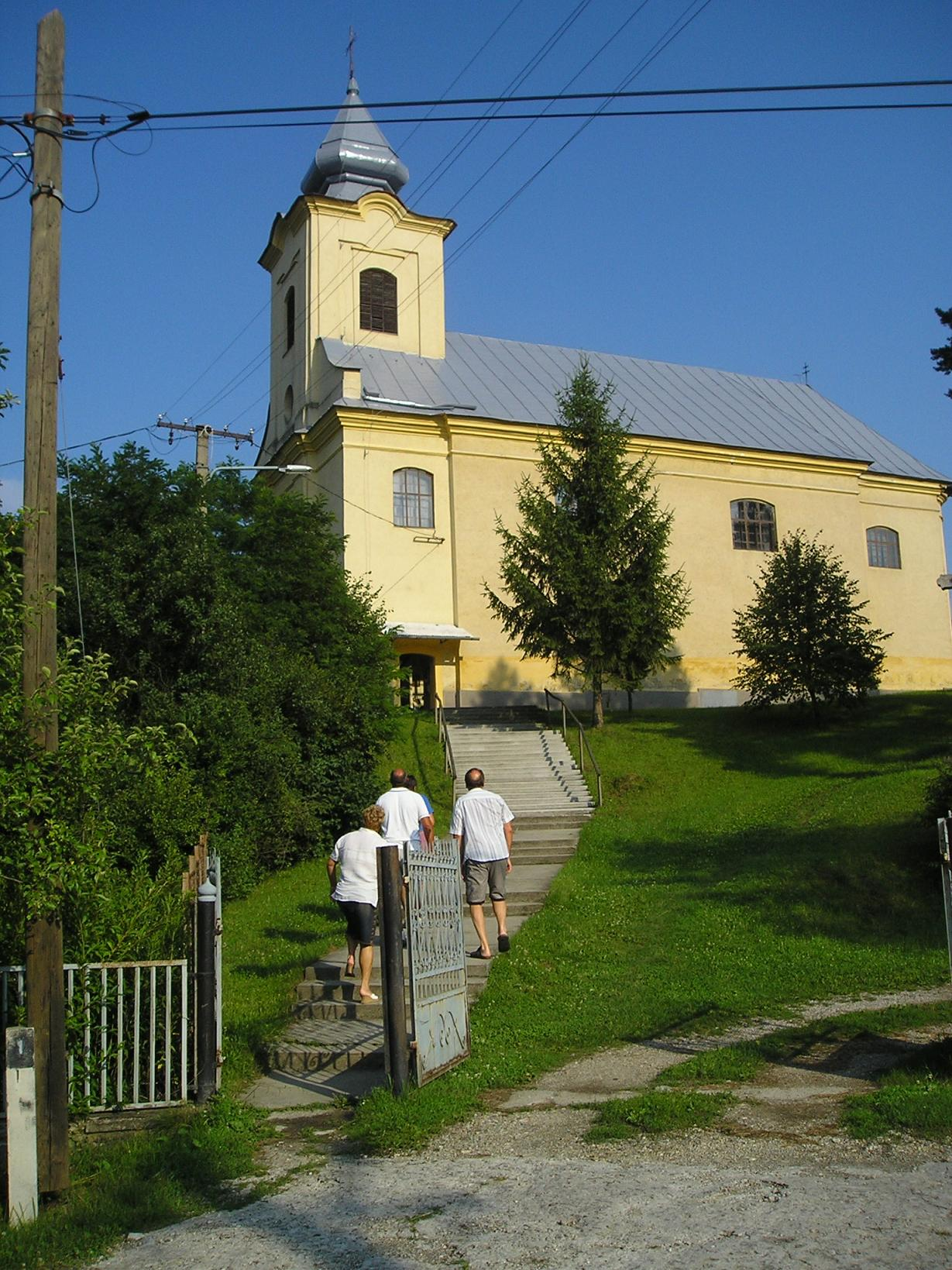
Römisch-katholische Kirche in Csokvaomány
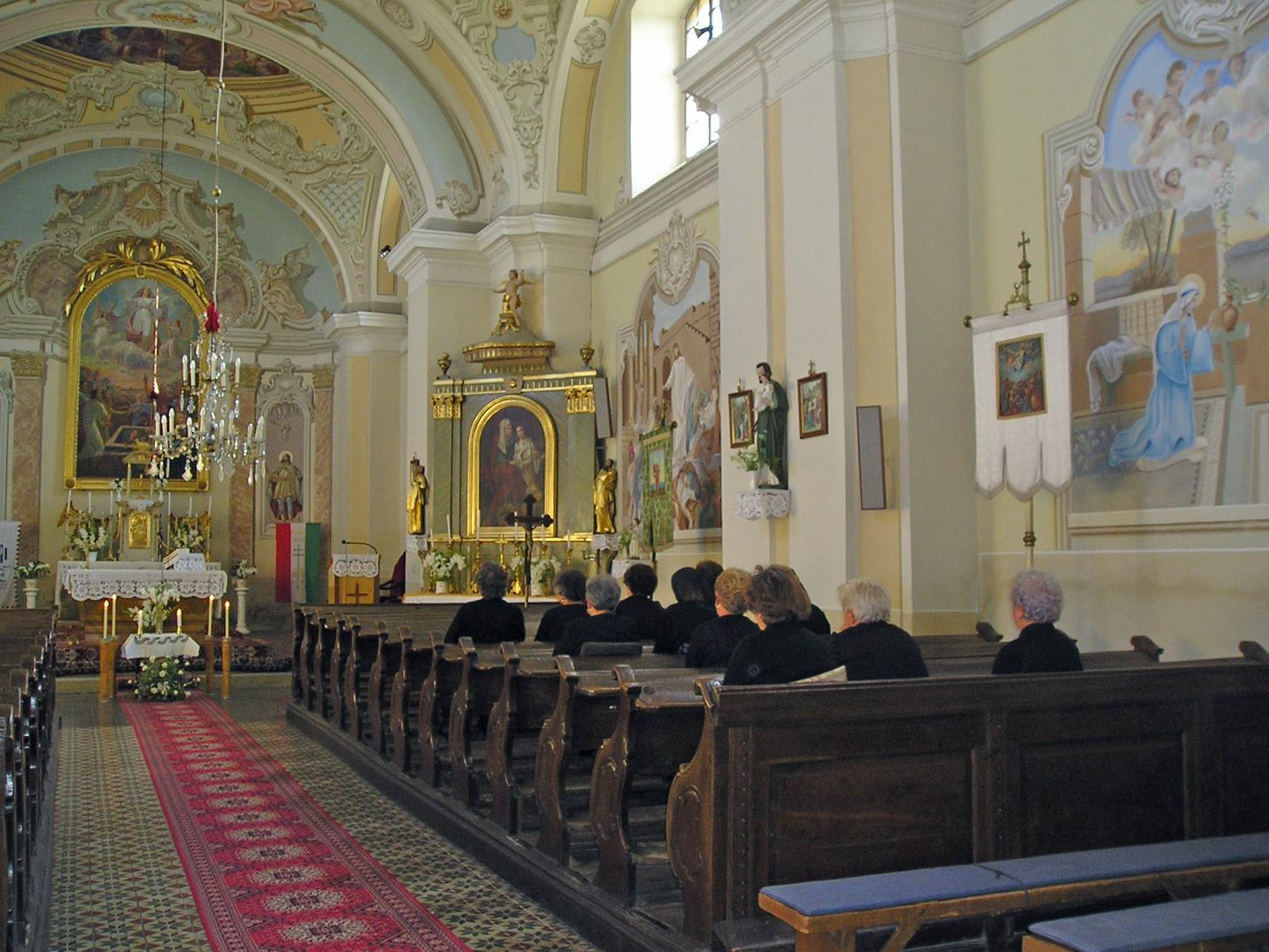
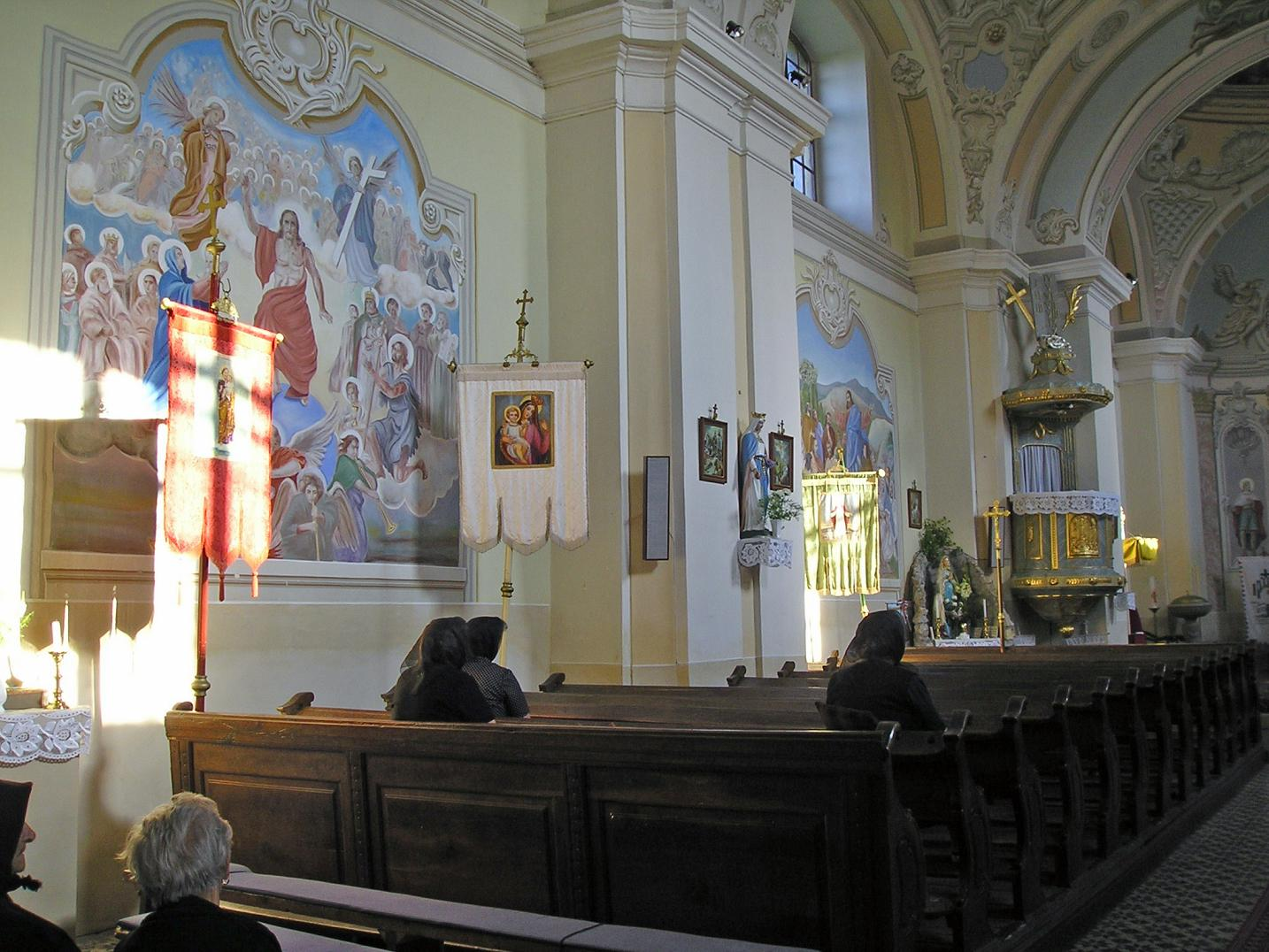
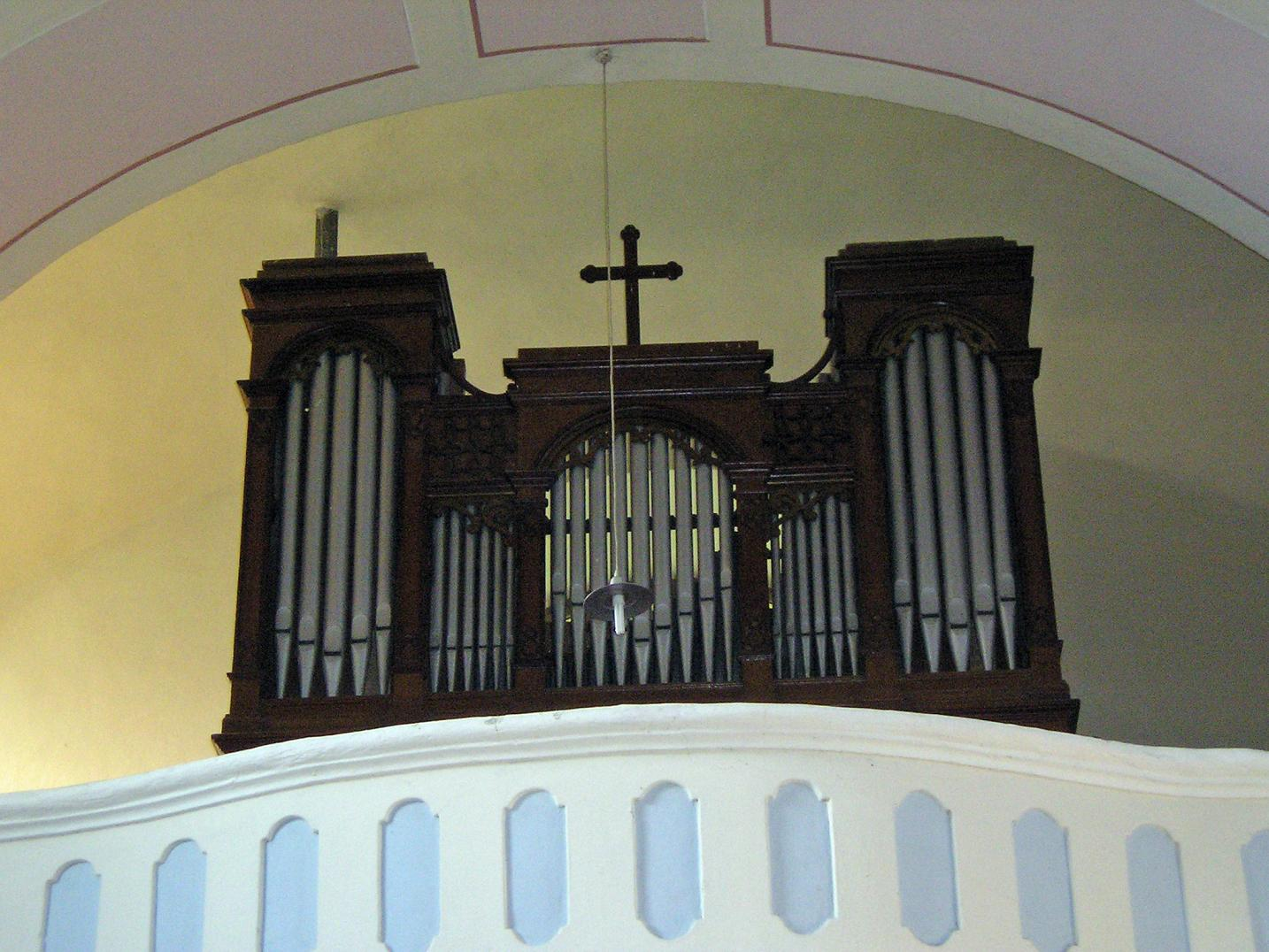
Die Orgel der Kirche
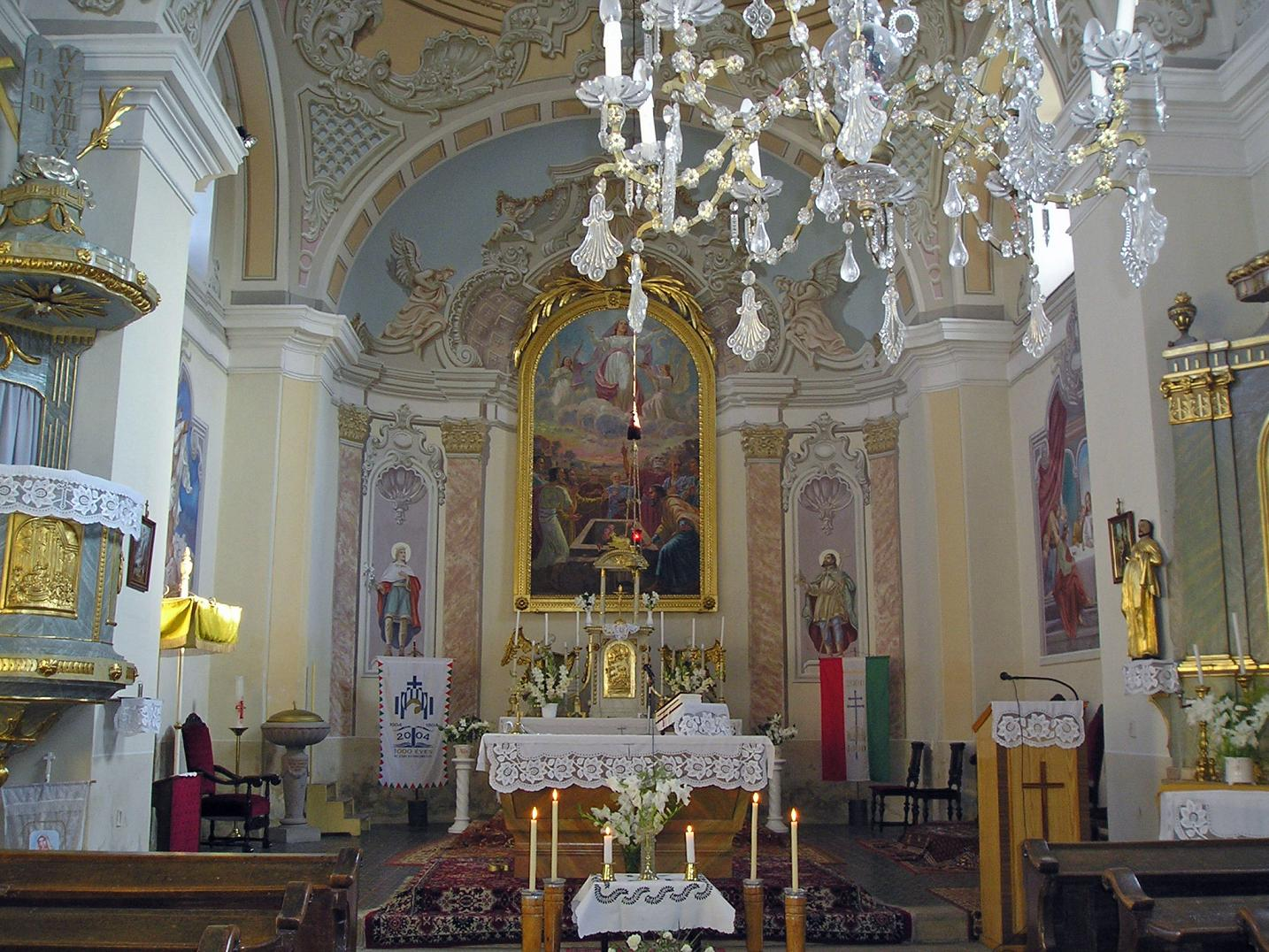
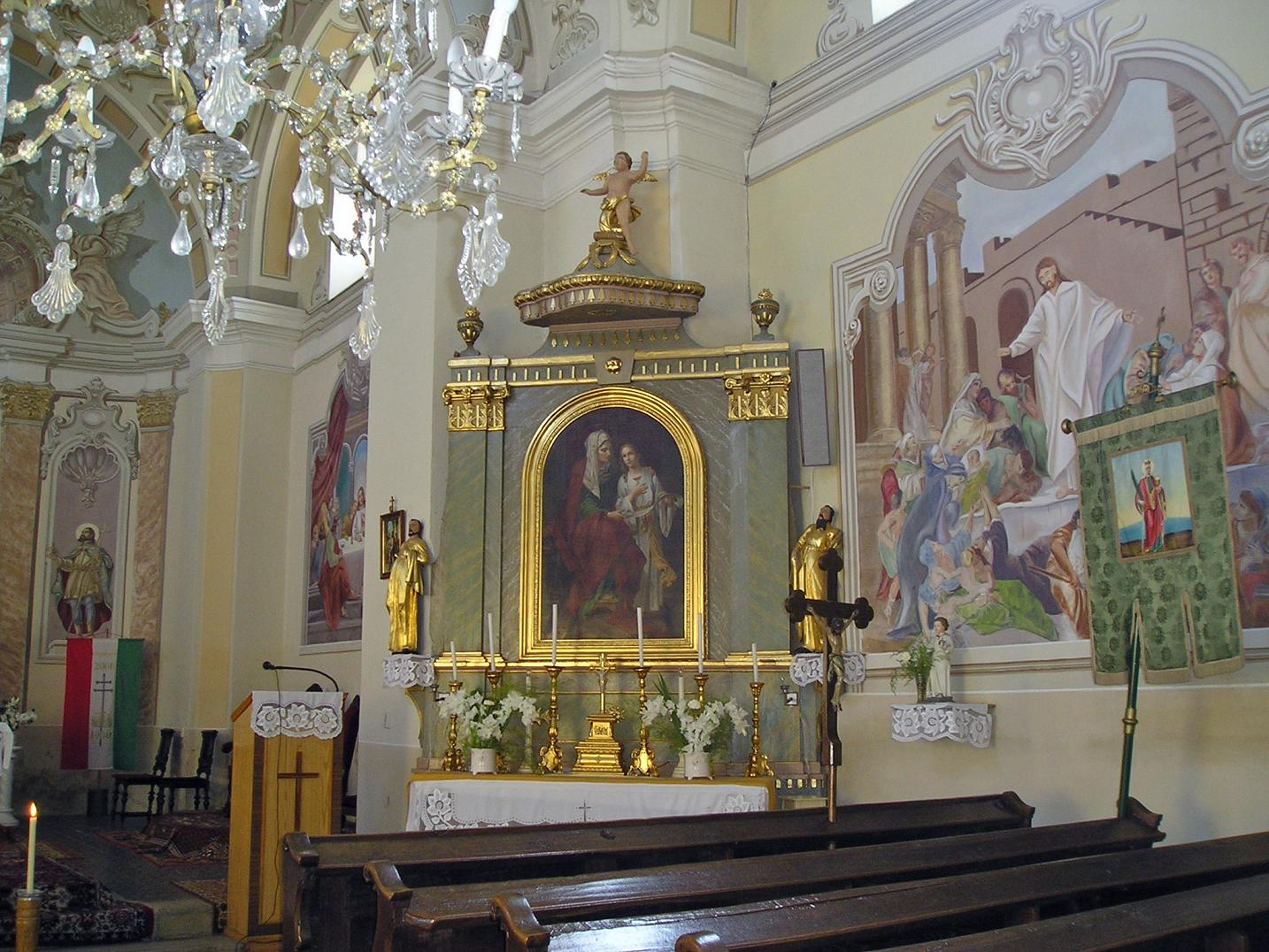